# الیوت وایت اسپرینگز
الیوت وایت اسپرینگز (انگلیسی: Elliott White Springs؛ ‏ ۳۱ ژوئیهٔ ۱۸۹۶ – ۱۵ اوت ۱۹۵۹) خلبان تک‌خال اهل ایالات متحده آمریکا در جنگ جهانی اول بود که موفق شد ۱۶ هواپیمای جنگنده دشمن را در نبرد هوایی سرنگون کند.
از فیلم‌هایی که بر پایهٔ کتاب‌های وی ساخته شده‌است، می‌توان به عقاب‌های جوان اشاره نمود.
وی همچنین برندهٔ جوایزی همچون مدال صلیب پرواز ممتاز (بریتانیا) شده‌است.